# Philippe Senderos
Phillipe Senderos (født 14. februar 1985 i Geneve, Schweiz) er en fodboldspiller, der spiller i Houston Dynamo i Major League Soccer. Han har tidligere spillet for blandt andet Arsenal, Fulham og Aston Villa i England samt for Valencia i Spanien.

## Landshold
Senederos har (pr. april 2018) spillet 57 kampe og scoret 5 mål for Schweiz. Han fik sin debut for landsholdet i marts 2005 i en kamp som endte 0-0 mod Frankrig.

## Personlige liv
Senderos er søn af serbiske Zorica Novković og spanske Julián Senderos. Den 20. juli 2009 giftede Senderos sig med sin iranske kæreste, Sara. Senderos taler seks sprog: Engelsk, fransk, spansk, tysk, italiensk og serbisk. Hans bror Julien er professionel basketbold spiller som spiller for Meyrin Grand-Saconnex og det schweiziske landshold.